# أدولف شراير
أدولف شراير (بالألمانية: Adolf Schreyer) رسام ألماني ولد في 9 يوليو 1828 بفرانفورت وتوفي في 29 يوليو 1899 بكرونبرغ.

## حياته
درس أدولف شراير بمعهد ستادل في فرانكفورت ثم في شتوتغارت وميونيخ. كما درس أيضا في مدرسة دوسلدورف.
في البدء رافق ماكسيميليان كارل الأمير السادس من عائلة ثورن أوند تاكسيس في عبوره لهنغاريا، فالاكي، روسيا وتركيا.
سنة 1854 سار مع الجيش النمساوي داخل الحدود الفالاكية.
استوحى أدولف شراير لوحاته الشرقية من أسفاره إلى مصر وسوريا سنة 1856. ثم إلى الجزائر سنة 1861 حيث أقام بين البدو في الهضاب العليا وشاطرهم حياة الترحال ووتعلّم لغتهم وأظهر ميولا إلى تمثيل المشاهد الحربية عند شيوخ القبائل والسبايس والقوم.
.
سنة 1862 استقر بباريس حيث فاز بها بميداليات في معرضي 1864 و1865. ثم عاد بعد ذلك إلى ألمانيا سنة 1870 وسكن بكرونبيرغ قرب فرانكفورت حتى وفاته.

## أعماله
من أشهر لوحاته:
- في متحف الفنون الجميلة ببوردو: خيول قوزاق في طقس ثلج، من معرض 1864، زيتية على قماش.
- في متحف الفنون الجميلة بمارسيليا: البريد الفالاكي، سنة 1857، زيتية على الخشب.
- في متحف أورسيه بباريس: حملة مدفعية الحرس الإمبراطوري على تراكتير بالقرم في 16 أوت 1855، من معرض 1865، زيتية على قماش.
- في متحف الفنون الجميلة بروان: القافلة، زيتية على قماش.

## معرض

بعض لوحات أدولف شراير
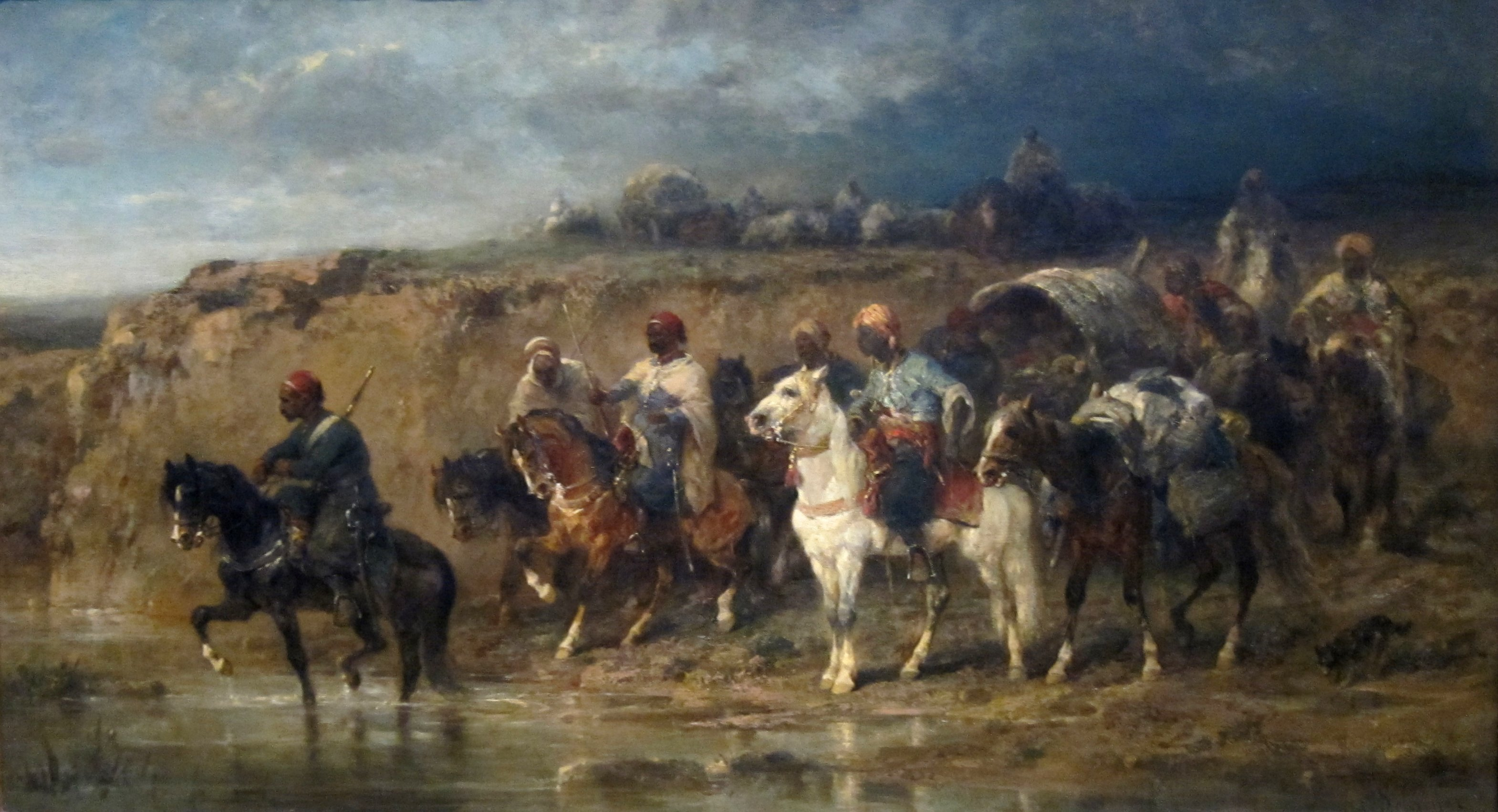
قافلة عربية (1860).
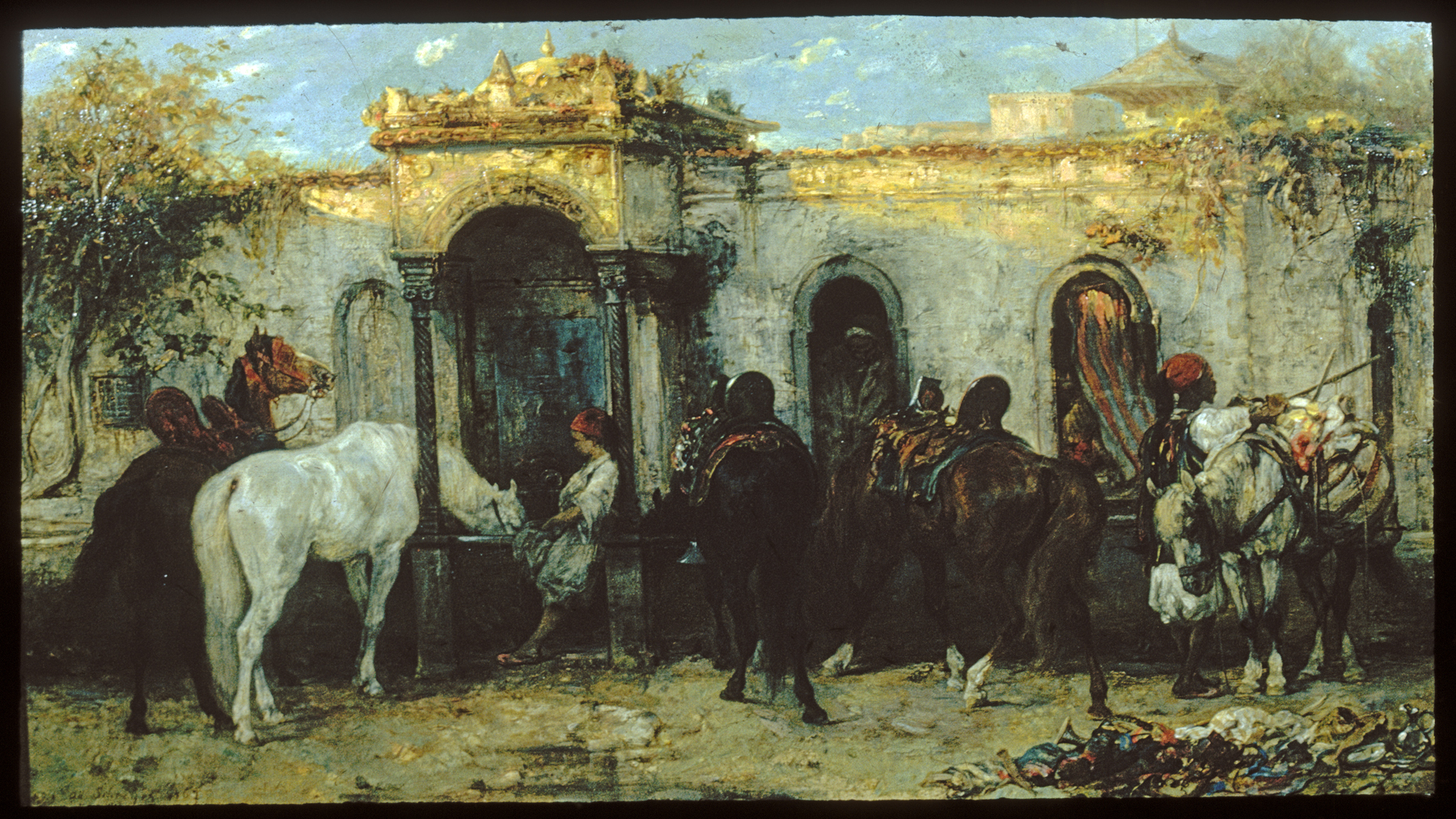
عرب في مصر، عند الفجر (1867).
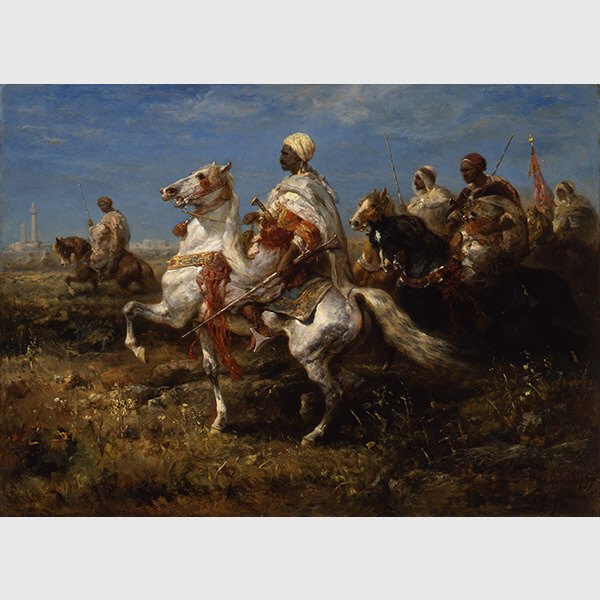
خيالة عرب (1885).
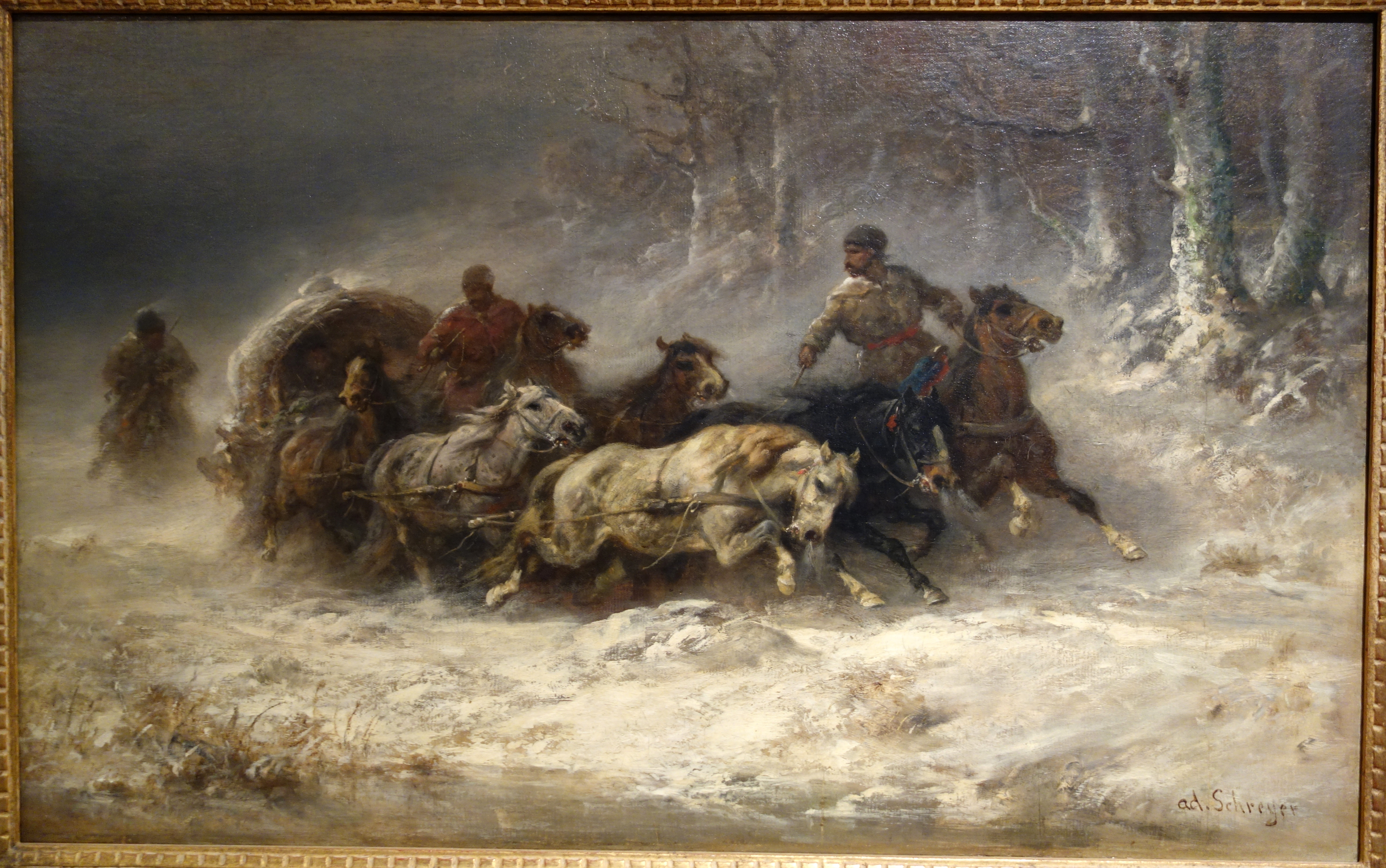
الهروب من موسكو.
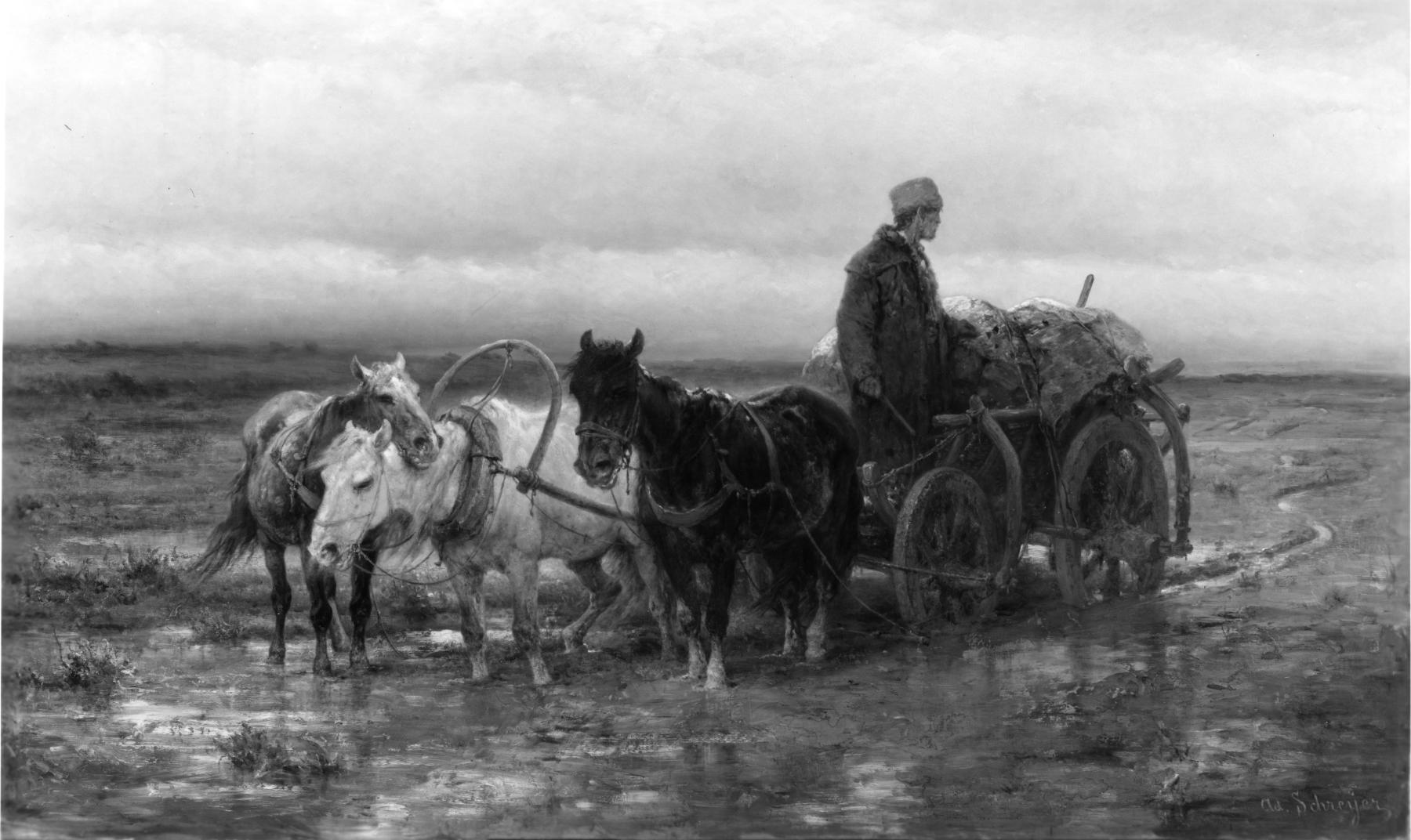
سهول هنغاريا.

## روابط خارجية
- الوظائف الأساسية للرسم الاستشراقي قبيل وإبّان الاستعمار الغربي للعالم الإسلامي
- فن الاستشراق في الشرق